# Никитинцы (Хмельницкая область)
Никитинцы (укр. Микитинці) — село в Хмельницком районе Хмельницкой области Украины.
Население по переписи 2001 года составляло 84 человека. Почтовый индекс — 32140. Телефонный код — 3853. Занимает площадь 0,61 км². Код КОАТУУ — 6825883606.

## Известные уроженцы
- Гордиенко, Константин Алексеевич (1899—1993) — украинский советский писатель и журналист.
- Майструк, Анатолий Григорьевич (1948—1986) — советский серийный убийца.

## Местная власть
31362, Хмельницкая обл., Хмельницкий р-н, с. Россоша